# Cupa Cupelor 1961-1962

## Meciuri preliminarii
| Echipa 1                | Total  | Echipa 2                    | Turul I | Turul II | Baraj |
| ----------------------- | ------ | --------------------------- | ------- | -------- | ----- |
| FC La Chaux-de-Fonds    | 6 – 7  | Leixões SC Matosinhos       | 6 – 2   | 0 – 5    |       |
| Dunfermline Athletic FC | 8 – 1  | St. Patrick's Athletic FC   | 4 – 1   | 4 – 0    |       |
| Glenavon FC Lurgan      | 2 – 7  | Leicester City FC           | 1 – 4   | 1 – 3    |       |
| SK Rapid Viena          | 5 – 2  | FC Spartak Varna            | 0 – 0   | 5 – 2    |       |
| UA Sedan Torcy          | 3 – 7  | Club Atlético de Madrid SAD | 2 – 3   | 1 – 4    |       |
| Floriana FC             | 4 – 15 | Újpesti Dózsa SC            | 2 – 5   | 2 – 10   |       |
| Swansea Town AFC        | 3 – 7  | SC Motor Jena               | 2 – 2   | 1 – 5    |       |

### Turul I
| FC La Chaux-de-Fonds                                       | 6 – 2 | Leixões SC Matosinhos |
| ---------------------------------------------------------- | ----- | --------------------- |
| Antenen 8' Sommerlatt 25' Bertschi 51', 67' Jäger 52', 57' |       | Oliveirinha 42', 86'  |

| Dunfermline Athletic FC                                  | 4 – 1 | St. Patrick's Athletic FC |
| -------------------------------------------------------- | ----- | ------------------------- |
| Melrose 15' Peebles 23' McCarthy 51' (a.g.) McDonald 87' |       | O’Rourke 32'              |

| Glenavon FC Lurgan | 1 – 4 | Leicester City FC                        |
| ------------------ | ----- | ---------------------------------------- |
| Jimmy Jones 14'    |       | Walsh 32', 42' Appleton 37' Keyworth 62' |

| SK Rapid Viena | 0 – 0 | FC Spartak Varna |
| -------------- | ----- | ---------------- |
|                |       |                  |

| UA Sedan Torcy          | 2 – 3 | Club Atlético de Madrid SAD          |
| ----------------------- | ----- | ------------------------------------ |
| Hatchi 51' Fulgenzi 77' |       | Collar 13' Adelardo 16' Mendonça 37' |

| Floriana FC     | 2 – 5 | Újpesti Dózsa SC                                    |
| --------------- | ----- | --------------------------------------------------- |
| Cauchi 63', 87' |       | Göröcs 7' Rossi 16' Kuharszki 30', 74' Solymosi 85' |

| Swansea Town AFC                              | 2 – 2 | SC Motor Jena       |
| --------------------------------------------- | ----- | ------------------- |
| Reynolds 16' · Nurse 70' (pen.) · Webster 71' |       | Lange 14' Ducke 32' |

### Turul II
| St. Patrick's Athletic FC | 0 – 4 | Dunfermline Athletic FC          |
| ------------------------- | ----- | -------------------------------- |
|                           |       | Peebles 1', 80' Dickson 25', 30' |

Dunfermline Athletic FC s-a calificat cu scorul general 8–1
| Újpesti Dózsa SC                                                         | 10 – 2 | Floriana FC          |
| ------------------------------------------------------------------------ | ------ | -------------------- |
| Göröcs 13', 45', 48', 58' Solymosi 22', 63', 72', 87' Kuharszki 29', 38' |        | Dalli 42' Cauchi 70' |

Újpesti Dózsa SC s-a calificat cu scorul general 15–4
| FC Spartak Varna       | 2 – 5 | SK Rapid Viena                                     |
| ---------------------- | ----- | -------------------------------------------------- |
| Kostov 63' (pen.), 67' |       | Schmid 7', 84' Skocik 30' Flögel 46' Milanović 56' |

SK Rapid Viena s-a calificat cu scorul general 5–2
| Leicester City FC                    | 3 – 1 | Glenavon FC Lurgan |
| ------------------------------------ | ----- | ------------------ |
| Wills 55' Keyworth 70' McIlmoyle 82' |       | Wilson 74'         |

Leicester City FC s-a calificat cu scorul general 7–2
| Club Atlético de Madrid SAD             | 4 – 1 | UA Sedan Torcy |
| --------------------------------------- | ----- | -------------- |
| Peiró 26' (38) Mendonça 28' Mouchel 75' |       | Salaber 87'    |

Club Atlético de Madrid SAD s-a calificat cu scorul general 7–3
| Leixões SC Matosinhos                                  | 5 – 0 | FC La Chaux-de-Fonds |
| ------------------------------------------------------ | ----- | -------------------- |
| Silva 24', 30' Oliveirinha 46', 71' Soares Ventura 52' |       |                      |

Leixões SC Matosinhos s-a calificat cu scorul general 7–6
| SC Motor Jena                            | 5 – 1 | Swansea Town AFC   |
| ---------------------------------------- | ----- | ------------------ |
| Müller 15', 26' Lange 61' Ducke 75', 80' |       | Graham Williams 8' |

SC Motor Jena s-a calificat cu scorul general 7–3

## Optimi de finală
| Echipa 1                 | Total | Echipa 2                    | Turul I | Turul II | Baraj |
| ------------------------ | ----- | --------------------------- | ------- | -------- | ----- |
| SV Werder Bremen 1899 eV | 5 – 2 | Aarhus Gymnastikforening    | 2 – 0   | 3 – 2    |       |
| Dunfermline Athletic FC  | 5 – 2 | FK Vardar Skopje            | 5 – 0   | 0 – 2    |       |
| Leicester City FC        | 1 – 3 | Club Atlético de Madrid SAD | 1 – 1   | 0 – 2    |       |
| AC Fiorentina SpA        | 9 – 3 | SK Rapid Viena              | 3 – 1   | 6 – 2    |       |
| Amsterdamsche FC Ajax    | 3 – 4 | Újpesti Dózsa SC            | 2 – 1   | 1 – 3    |       |
| Olympiacos SF Pireu      | 2 – 4 | DSO Dynamo Žilina           | 2 – 3   | 0 – 1    |       |
| Leixões SC Matosinhos    | 2 – 1 | AFC Progresul București     | 1 – 1   | 1 – 0    |       |
| SC Motor Jena            | 9 – 2 | CS Alliance Dudelange       | 7 – 0   | 2 – 2    |       |

### Turul I
| SV Werder Bremen 1899 eV | 2 – 0 | Aarhus Gymnastikforening |
| ------------------------ | ----- | ------------------------ |
| Barth 9' Schütz 76'      |       |                          |

| Dunfermline Athletic FC                           | 5 – 0 | FK Vardar Skopje |
| ------------------------------------------------- | ----- | ---------------- |
| Smith 7' Dickson 28', 42' Melrose 54' Peebles 84' |       |                  |

| Leicester City FC | 1 – 1 | Club Atlético de Madrid SAD |
| ----------------- | ----- | --------------------------- |
| Keyworth 56'      |       | Mendonça 88'                |

| AC Fiorentina SpA                 | 3 – 1 | SK Rapid Viena |
| --------------------------------- | ----- | -------------- |
| Milani 13' Hamrin 50' Jonsson 67' |       | Seitl 81'      |

| Amsterdamsche FC Ajax | 2 – 1 | Újpesti Dózsa SC |
| --------------------- | ----- | ---------------- |
| Groot 3', 20'         |       | Kuharszki 2'     |

| Olympiacos SF Pireu | 2 – 3 | DSO Dynamo Žilina               |
| ------------------- | ----- | ------------------------------- |
| Sideris 15', 49'    |       | Písařík 4' Mravec 28' David 87' |

| Leixões SC Matosinhos | 1 – 1 | AFC Progresul București |
| --------------------- | ----- | ----------------------- |
| Silva 52'             |       | Karikas 19'             |

| SC Motor Jena                                                    | 7 – 0 | CS Alliance Dudelange |
| ---------------------------------------------------------------- | ----- | --------------------- |
| Kirsch 1', 28' Müller 41' Lange 47', 64' Ducke 63' Piccinini 72' |       |                       |

### Turul II
| Aarhus Gymnastikforening | 2 – 3 | SV Werder Bremen 1899 eV        |
| ------------------------ | ----- | ------------------------------- |
| Amdisen 67' Jensen 82'   |       | Barth 38' Hänel 49' Lorentz 71' |

SV Werder Bremen 1899 eV s-a calificat cu scorul general 5–2
| FK Vardar Skopje               | 2 – 0 | Dunfermline Athletic FC |
| ------------------------------ | ----- | ----------------------- |
| Šulinčevski 11' Jakimovski 78' |       |                         |

Dunfermline Athletic FC s-a calificat cu scorul general 5–2
| Club Atlético de Madrid SAD             | 2 – 0 | Leicester City FC |
| --------------------------------------- | ----- | ----------------- |
| Callejo 42' Collar 60' (pen.) Jones 78' |       |                   |

Club Atlético de Madrid SAD s-a calificat cu scorul general 3–1
| SK Rapid Viena  | 2 – 6 | AC Fiorentina SpA                                            |
| --------------- | ----- | ------------------------------------------------------------ |
| Schmid 87', 89' |       | Milani 26', 55', 72' Dell’Angello 40' Jonsson 50' Hamrin 66' |

ACF Fiorentina SpA s-a calificat cu scorul general 9–3
| Újpesti Dózsa SC         | 3 – 1 | Amsterdamsche FC Ajax |
| ------------------------ | ----- | --------------------- |
| Bene 15' Göröcs 65', 68' |       | Petersen 78'          |

Újpesti Dózsa SC s-a calificat cu scorul general 4–3
| DSO Dynamo Žilina | 1 – 0 | Olympiacos SF Pireu |
| ----------------- | ----- | ------------------- |
| Písařík 19'       |       |                     |

DSO Dynamo Žilina s-a calificat cu scorul general 4–2
| AFC Progresul București | 0 – 1 | Leixões SC Matosinhos |
| ----------------------- | ----- | --------------------- |
|                         |       | Silva 61'             |

Leixões SC Matosinhos s-a calificat cu scorul general 2–1
| CS Alliance Dudelange  | 2 – 2 | SC Motor Jena        |
| ---------------------- | ----- | -------------------- |
| Cirelli 39' Bellon 53' |       | Kirsch 72' Ducke 74' |

SC Motor Jena s-a calificat cu scorul general 9–2

## Sferturi de finală
| Echipa 1          | Total | Echipa 2                    | Turul I | Turul II | Baraj |
| ----------------- | ----- | --------------------------- | ------- | -------- | ----- |
| SV Werder Bremen  | 2 – 4 | Club Atlético de Madrid SAD | 1 – 1   | 1 – 3    |       |
| SC Motor Jena     | 4 – 2 | Leixões SC Matosinhos       | 1 – 1   | 3 – 1    |       |
| Újpesti Dózsa SC  | 5 – 3 | Dunfermline Athletic FC     | 4 – 3   | 1 – 0    |       |
| DSO Dynamo Žilina | 3 – 4 | AC Fiorentina SpA           | 3 – 2   | 0 – 2    |       |

### Turul I
| SV Werder Bremen | 1 – 1 | Club Atlético de Madrid SAD |
| ---------------- | ----- | --------------------------- |
| Willi Soya 85'   |       | Jones 71'                   |

| SC Motor Jena | 1 – 1 | Leixões SC Matosinhos |
| ------------- | ----- | --------------------- |
| Marx 89'      |       | Oliveirinha 45'       |

| Újpesti Dózsa SC                                   | 4 – 3 | Dunfermline Athletic FC   |
| -------------------------------------------------- | ----- | ------------------------- |
| Bene 30' Lenkei 32' Solymosi 73' (pen.) Göröcs 81' |       | Smith 1' McDonald 8', 86' |

| DSO Dynamo Žilina              | 3 – 2 | AC Fiorentina SpA          |
| ------------------------------ | ----- | -------------------------- |
| Jakubčík 11', 63' Majerník 42' |       | Milani 47' Dell'Angelo 85' |

### Turul II
| Leixões SC Matosinhos | 1 – 3 | SC Motor Jena                  |
| --------------------- | ----- | ------------------------------ |
| Silva 55'             |       | Kirsch 8' Lange 58' Röhrer 78' |

SC Motor Jena s-a calificat cu scorul general 4–2
| Dunfermline Athletic FC | 0 – 1 | Újpesti Dózsa SC |
| ----------------------- | ----- | ---------------- |
|                         |       | Bene 51'         |

Újpesti Dózsa SC s-a calificat cu scorul general 5–3
| AC Fiorentina SpA       | 2 – 0 | DSO Dynamo Žilina |
| ----------------------- | ----- | ----------------- |
| Ferretti 38' Hamrin 41' |       |                   |

AC Fiorentina SpA s-a calificat cu scorul general 4–3
| Club Atlético de Madrid SAD         | 3 – 1 | SV Werder Bremen |
| ----------------------------------- | ----- | ---------------- |
| Jagielski 2' Peiró 30' Adelardo 61' |       | Schröder 35'     |

Club Atlético de Madrid SAD s-a calificat cu scorul general 4–2

## Semifinale
| Echipa 1          | Total | Echipa 2                    | Turul I | Turul II | Baraj |
| ----------------- | ----- | --------------------------- | ------- | -------- | ----- |
| AC Fiorentina SpA | 3 – 0 | Újpesti Dózsa SC            | 2 – 0   | 1 – 0    |       |
| SC Motor Jena     | 0 – 5 | Club Atlético de Madrid SAD | 0 – 1   | 0 – 4    |       |

### Turul I
| AC Fiorentina SpA | 2 – 0 | Újpesti Dózsa SC |
| ----------------- | ----- | ---------------- |
| Hamrin 6', 47'    |       |                  |

| SC Motor Jena | 0 – 1 | Club Atlético de Madrid SAD |
| ------------- | ----- | --------------------------- |
|               |       | Peiró 63'                   |

### Turul II
| Újpesti Dózsa SC | 0 – 1 | AC Fiorentina SpA     |
| ---------------- | ----- | --------------------- |
| Szini 40'        |       | Milan 40' · Bartú 56' |

AC Fiorentina SpA s-a calificat cu scorul general 3–0
| Club Atlético de Madrid SAD      | 4 – 0 | SC Motor Jena |
| -------------------------------- | ----- | ------------- |
| Mendonça 14', 60' Jones 18', 54' |       |               |

Atlético Madrid s-a calificat cu scorul general 5–0

## Finala
| Club Atlético de Madrid SAD | Club Atlético de Madrid SAD | AC Fiorentina SpA | AC Fiorentina SpA |
| | \| Finala \| \| 10 mai 1962, ora 19:00 la Glasgow (Hampden Park) \| \| Scor: 1 – 1 (1 – 1, 1 – 1) (d.p.) \| \| Spectatori: 29.066 \| \| Arbitru: Thomas Wharton, Scoția \|                                                         |                   |                   |
| - Edgardo Madinabeytia - Feliciano Rivilla - Isacio Calleja - Ramiro - Chuzo - Jesús Glaría - Miguel Jones - Adelardo Rodríguez - Mendonça - Joaquín Peiró - Enrique Collar Antrenor: José Villalonga | - Giuliano Sarti - Amilcare Ferretti - Sergio Castelletti - Piero Gonfiantini - Alberto Orzan - Claudio Rimbaldo - Kurt Hamrin - Can Bartu - Lucio Dell'Angelo - Aurelio Milani - Gianfranco Petris Antrenor: Ferruccio Valcareggi |                   |                   |
| 1 – 0 Joaquín Peiró (11) | 1 – 1 Kurt Hamrin (25) |                   |                   |
| Finala | |                   |                   |
| 10 mai 1962, ora 19:00 la Glasgow (Hampden Park) | |                   |                   |
| Scor: 1 – 1 (1 – 1, 1 – 1) (d.p.) | |                   |                   |
| Spectatori: 29.066 | |                   |                   |
| Arbitru: Thomas Wharton, Scoția | |                   |                   |

## Rejucare
| Club Atlético de Madrid SAD | Club Atlético de Madrid SAD | AC Fiorentina SpA | AC Fiorentina SpA |
| | \| Finala \| \| 5 septembrie 1962, ora 16:30 la Stuttgart (Neckarstadion) \| \| Scor: 3 – 0 (2 – 0) \| \| Spectatori: 38.120 \| \| Arbitru: Kurt Tschenscher, RF Germană \|                                                           |                   |                   |
| - Edgardo Madinabeytia - Feliciano Rivilla - Isacio Calleja - Ramiro - Jorge Griffa - Jesús Glaría - Miguel Jones - Adelardo Rodríguez - Mendonça - Joaquín Peiró - Enrique Collar Antrenor: José Villalonga | - Enrico Albertosi - Vincenzo Robotti - Sergio Castelletti - Saul Malatrasi - Alberto Orzan - Rino Marchesi - Kurt Hamrin - Amilcare Ferretti - Lucio Dell'Angelo - Gianfranco Petris - Aurelio Milani Antrenor: Ferruccio Valcareggi |                   |                   |
| 1 – 0 Miguel Jones (11) 2 – 0 Mendonça (25) 3 – 0 Joaquín Peiró (59) | |                   |                   |
| Finala | |                   |                   |
| 5 septembrie 1962, ora 16:30 la Stuttgart (Neckarstadion) | |                   |                   |
| Scor: 3 – 0 (2 – 0) | |                   |                   |
| Spectatori: 38.120 | |                   |                   |
| Arbitru: Kurt Tschenscher, RF Germană | |                   |                   |

## Golgheteri
8 goluri
- János Göröcs (Újpesti Dózsa SC)

6 goluri
- Ernő Solymosi (Újpesti Dózsa SC)
- Mendonça (Club Atlético de Madrid SAD)
- Joaquín Peiró (Club Atlético de Madrid SAD)